# 뮤지션스 인스티튜트
뮤지션스 인스티튜트(영어: Musicians Institute)는 미국의 캘리포니아주 로스앤젤레스 할리우드의 도심에 위치한, 세계적인 실용음악 대학이다. 1년 반 과정의 준학사 과정과 4년 과정 학사과정이 존재하며, 실용음악 퍼포먼스과정을 위한 드럼, 베이스, 기타, 키보드, 보컬과정을 가지고 있고, 학사과정에는 Scoring For Visual Media (영화, 드라마, 광고, 게임등 영상음악 작곡), 음악산업과정을 위한 오디오 엔지니어링, 인디펜던트 아티스트, 기타크래프트, 뮤직 비지니스의 과정 또한 이수할 수 있다. 학교는 창조적인 기술을 구축하고 학생들이 뮤지션과 음악 업계 전문가로 경력을 개발하는 곳에 중점을 두고 필요한 모든것을 지원하고 있다.

## 역사
뮤지션스 인스티튜트의 설립의 기초가 된 Guitar Institute of Technology는 1977년. 기타리스트 하워드 로버츠의 교육 철학을 바탕으로 설립되었고 로스앤젤레스 음악 사업가 팻 힉스에 의해 관리되었다. 1978년, Bass Institute of Technology(BIT)와 1980년 Percussion Institute of Technology (PIT)의 추가로, GIT는 뮤지션스 인스티튜트가 되었다. 공동 설립자 인 팻 힉스와 하워드 로버츠는 교육 철학을 설정하고 조직적인 기술을 제공했다.
1994년, 일본인 사업가 히사타케 시부야가 뮤지션스 인스티튜트를 인수한 후 현대 음악 산업의 흐름을 유지하기 위해 새로운 프로그램을 개발하기 시작했다. 오디오 엔지니어링 및 기타 기술 프로그램은 2000년에 설립되었고, 2002년에 뮤직 비즈니스 프로그램 및 가장 최근 영화 프로그램이 2005년에 설립되었다. 뮤지션스 인스티튜트는 현재 현대 전자 음악에 관한 학생을 양성하는 DJ의 기술 교육 과정을 개발하고있다.

## 학부
기타 프로그램:
- 스캇 헨더슨
- 알렌 하인즈
- 알렉스 매카첵
- 데일 터너
- Carl Verheyen
- 데이브 와이너
- 키스 와이엇
- Pathik Desai
- 다니엘 길버트
- 알 본햄
- 제이미 핀들리
- 데이브 힐
- 그렉 헤리슨
- 제프 마샬
- 어네스트 호미어
- Ann Chung (가수 앤)

베이스 프로그램:
- John Humphrey
- 모리스 벨루프
- 피터 스미스
- Justin D. Apergis
- David Keif
- Alexis Sklarevski

드럼 프로그램:
- 스튜어트 진
- 척 플로레스
- 티모시 A. 매킨타이어
- Jeff Bowders
- 게리 헤스
- 척 실버맨 (~2014 작고)

키보드 프로그램:
- 리사 해리톤
- 토미 리브스
- Kip Blackshire
- Michelle Haekyung Cho

뮤직 비지니스 프로그램:
- Don Grierson
- 댄 킴펠
- 헌터 스캇

영화 프로그램:
- 토마스 빌라노
- 라이너스 라우
- 다니엘 레빈
- 대런 그로스키
- 마이클 앤더슨
- 빌 오토
- 나빈 싱
- 마크 A. 위트

## 주목할만한 동창
- 알렉산드로 코티니
- 애쉬윈 수드[출처 필요]
- 크리스토퍼 말로니[1]
- 데이비드 베커[2]
- 더글라스 R. 도커[3]
- 프랭크 갬블리[4]
- 장 마크 벨카디[5]
- 제프 버클리 (1 Year)[6]
- 제프 영[7]
- 제니퍼 바튼[8]
- 지미 헤링 - guitarist, Widespread Panic[9]
- John Frusciante
- 케빈 파울러[10]
- 맷 맥정킨스[11]
- 마이크 캠페이즈[12]
- Norman Brown[13]
- 폴 길버트[14]
- Paul Masvidal
- 라파엘 모리에라[15]
- Ilya Salmanzadeh
- 스캇 시리너[16]
- 샤론 아길라[17]
- Synyster Gates[18]
- Will Risbourg
- 러스 패리쉬
- 토니신 Tony Shin
- 이진주 JinJoo Lee